# Musée du conte (Budapest)
Le Musée du conte (en hongrois : Mesemúzeum) est un musée situé à Budapest. Sa collection a pour vocation de présenter l'histoire du conte en Hongrie.